# Wilhelm von Poitiers (Chronist)
Wilhelm von Poitiers (franz. Guillaume de Poitiers, engl. William of Poitiers) (* um 1020 in Les Préaux bei Pont-Audemer; † 1090) war ein normannischer Chronist.
Wilhelm von Poitiers stammt aus einer einflussreichen normannischen Familie, war Soldat, bevor er in Poitiers das geistliche Studium absolvierte. Nach seiner Rückkehr in die Normandie wurde er Kaplan des Herzogs Wilhelm II. und Erzdiakon in Lisieux und stach unter seinen Mitbrüdern durch sein Wissen heraus. In der kurzen Biografie, die ihm Ordericus Vitalis in seiner Historia ecclesiastica widmet, wird gesagt, dass er auch Dichter war.
Wilhelm von Poitiers ist der Autor einer Eloge im Stil Sallusts auf den Herzog, die Gesta Guillelmi II ducs Normannorum, die er zwischen 1071 und 1077 verfasste. Der Teil, der erhalten blieb, der Anfang und der Schluss sind verloren, deckt die Zeit zwischen 1047 und 1068 ab. Obwohl wenig glaubwürdig, was die Angelegenheiten in England angeht, liefert die Gesta Guillelmi Details über das Leben Wilhelm des Eroberers. Man findet hier eine detaillierte Beschreibung der Vorbereitungen für die normannische Eroberung Englands, der Schlacht von Hastings und ihrer Folgen. Ordericus Vitalis bediente sich hier für seine Geschichte der Normandie.
Wilhelms Schwester war Äbtissin der Abtei Saint-Léger in Les Préaux.

## Werk
- Gesta Guillelmi II ducs Normannorum - Histoire de Guillaume le Conquérant. Clermont-Ferrand, Paléo 2004. ISBN 2-84909-055-7
- The Gesta Guillelmi of William of Poitiers. Clarendon Press, Oxford 1998. ISBN 0-19-820553-8 (Gesta Guillelmi in modernem Englisch)